# هارالد شينك
هارالد شينك (بالإنجليزية: Harald Schenk)‏ هو عالم فلك أمريكي، ولد في 16 يناير 1944 في برلين في ألمانيا، وتوفي في 17 أغسطس 2014.